# Freedom Lecture
Freedom Lecture je veřejná debata na aktuální společenské téma s nevšedními osobnostmi pořádaná každoročně od roku 2014 na půdě Masarykovy univerzity v Brně u příležitosti Mezinárodního dne studentstva 17. listopadu (Sedmnáctý studentský). Tradice debat vznikla v roce 25. výročí Sametové revoluce a Listopadu 1989. Freedom Lecture se koná na paměť všech studentů a profesorů z celého světa, jejichž životy byly násilně umlčeny agresory. Cílem Freedom Lecture je inspirovat studenty, povzbudit jejich tvořivost, aktivní občanství, jejich sny a úsilí o lepší a mírumilovnější svět. Hosty Freedom Lecture byli např. zakladatelé Nadace Charty 77 František Janouch a Ada Kolman či německý aktivista Rainer Höss a izraelská novinářka Tal Bashan. Debaty se od roku 2015 konají v angličtině, pořádá je Masarykova univerzita a Spolek absolventů a přátel Masarykovy univerzity v Univerzitním kině Scala.

## Historie
Založení tradice Freedom Lecture na Masarykově univerzitě se datuje do roku 2014, kdy se připomínalo 25. výročí Sametové revoluce a Listopadu 1989. Na pozvání Spolku absolventů a přátel Masarykovy univerzity navštívili Brno zakladatelé Nadace Charty 77 František Janouch a Ada Kolman, aby studentům přiblížili příběh nadace a jejich podporu československých disidentů ze švédského exilu v letech 1978-1990. Druhý ročník Freedom Lecture byl věnován 70. výročí konce druhé světové války a brněnskému Roku smíření. Lidskost vs. barbarství bylo ústředním tématem diskuse německého aktivisty Rainera Hösse a izraelské novinářky Tal Bashan, kterou moderoval Don Sparling 17. listopadu 2015.
Freedom Lecture organizují Martin Glogar, Dušan Fiala a Petr Dimitrov z Masarykovy univerzity a Don Sparling ze Spolku absolventů a přátel Masarykovy univerzity. Freedom Lecture se konají v Univerzitním kině Scala. Od roku 2015 běží debaty v angličtině. Freedom Lecture spolufinancuje Theodor Herzl Distinguished Chair na Masarykově univerzitě.

## Témata a hosté
| Pořadí | Datum              | Téma                    | Hosté | Poznámky                                                                      |
| --- | ------------------ | ----------------------- | --- | ----------------------------------------------------------------------------- |
| 1 | 17. listopadu 2014 | Svoboda & solidarita    | František Janouch a Ada Kolman: zakladatelé Nadace Charty 77 | [ 1 ] [ 2 ] [ 7 ]                                                             |
| Věnováno památce devíti studentských funkcionářů popravených 1939 Nacisty v Praze a 25. výročí sametové revoluce 1989                               |                    |                         | |                                                                               |
| 2 | 17. listopadu 2015 | Lidskost vs. barbarství | Rainer Höss: německý aktivista, vnuk Rudolfa Hösse velitele koncentračního tábora v Osvětimi Tal Bashan: izraelská novinářka, dcera spisovatelky Ruth Bondy přeživší holokaust | [ 3 ] [ 4 ] [ 8 ] [ 5 ] [ 9 ] [ 6 ] [ 10 ] [ 11 ] [ 12 ] [ 13 ] [ 14 ] [ 15 ] |
| Věnováno 70. výročí konce druhé světové války, brněnskému Roku smíření a oživení česko-německých a křesťansko-židovských kořenů a tradic města Brna |                    |                         | |                                                                               |